# سوني سكاي
سوني سكاي (بالإنجليزية: Sunny Skylar)‏ هو مغني وملحن أمريكي، ولد في 11 أكتوبر 1913 في بروكلين في الولايات المتحدة، وتوفي في 2 فبراير 2009 في لاس فيغاس في الولايات المتحدة.

## وصلات خارجية
- سوني سكاي على موقع IMDb (الإنجليزية)
- سوني سكاي على موقع ميوزك برينز (الإنجليزية)
- سوني سكاي على موقع قاعدة بيانات برودواي على الإنترنت (الإنجليزية)
- سوني سكاي على موقع أول ميوزيك (الإنجليزية)
- سوني سكاي على موقع ديسكوغز (الإنجليزية)